# Hautasaari (ö i Ranua, Isoselkä)
Hautasaari är en ö i Finland. Den ligger i sjön Simojärvi och i kommunen Ranua i kommunen Ranua i den ekonomiska regionen  Rovaniemi  och landskapet Lappland, i den norra delen av landet, 700 km norr om huvudstaden Helsingfors. Öns area är 0,5 hektar och dess största längd är 120 meter i sydöst-nordvästlig riktning.